# Gordon Milne
Gordon Milne (Preston, 1937. március 29. –) angol válogatott labdarúgó.

## Nemzeti válogatott
Az angol válogatottban 13 mérkőzést játszott.

## Statisztika
| Angol válogatott | Angol válogatott | Angol válogatott |
| Időszak          | Mérk.            | gól              |
| ---------------- | ---------------- | ---------------- |
| 1963             | 5                | 0                |
| 1964             | 8                | 0                |
| Összesen         | 13               | 0                |